# Санти Анђели (Тревизо)
Санти Анђели је насеље у Италији у округу Тревизо, региону Венето.
Према процени из 2011. у насељу је живело 140 становника. Насеље се налази на надморској висини од 185 м.